# Navares de las Cuevas
Navares de las Cuevas és un municipi de la província de Segòvia, a la comunitat autònoma de Castella i Lleó.